# Indian Wells Open 2025 - Qualificazioni singolare maschile
Le qualificazioni del singolare maschile dell'Indian Wells Open 2025 sono state un torneo di tennis preliminare per accedere alla fase finale della manifestazione. I vincitori dell'ultimo turno sono entrati di diritto nel tabellone principale. In caso di ritiro di uno o più giocatori aventi diritto a giocare nel tabellone principale, a questi sono subentrati i lucky loser, ossia i giocatori che hanno perso nell'ultimo turno ma che avevano una classifica più alta rispetto agli altri partecipanti che avevano comunque perso nel turno finale.

## Teste di serie
1. Mattia Bellucci (primo turno)
2. Daniel Altmaier (primo turno)
3. Botic van de Zandschulp (ultimo turno, Lucky loser)
4. Gabriel Diallo (ultimo turno)
5. Damir Džumhur
6. Hugo Gaston
7. Fabio Fognini (primo turno)
8. James Duckworth (ultimo turno)
9. Adam Walton
10. Tseng Chun-hsin (primo turno)
11. Arthur Cazaux (primo turno)
12. Christopher Eubanks (primo turno)

1. Pavel Kotov
2. Billy Harris (primo turno)
3. Pablo Carreño Busta
4. Kamil Majchrzak (qualificato)
5. Taro Daniel (primo turno)
6. Jozef Kovalík (primo turno)
7. Adrian Mannarino (primo turno)
8. Tristan Schoolkate (primo turno)
9. Federico Agustín Gómez (primo turno)
10. Mitchell Krueger (primo turno)
11. Michail Kukuškin (ultimo turno)
12. Lloyd Harris (primo turno)

## Qualificati
1. Yosuke Watanuki
2. Kamil Majchrzak
3. Matteo Gigante
4. Ethan Quinn
5. Damir Džumhur
6. Hugo Gaston

1. Colton Smith
2. Li Tu
3. Adam Walton
4. Giulio Zeppieri
5. Pablo Carreño Busta
6. Nik'oloz Basilashvili

### Lucky loser
1. Botic van de Zandschulp

## Tabellone

### Legenda
| - Q = Qualificato - WC = Wild card - LL = Lucky loser | - ALT = Alternate - SE = Special Exempt - PR = Protected Ranking | - w/o = Walkover - r = Ritirato - d = Squalificato |

### Sezione 1
|  | Primo turno | Primo turno            | Primo turno            | Primo turno | Primo turno |  |  | Ultimo turno | Ultimo turno    | Ultimo turno    | Ultimo turno | Ultimo turno |  |
|  |             |                        |                        |             |             |  |  |              |                 |                 |              |              |  |
|  | 1           | Mattia Bellucci        | Mattia Bellucci        | 1           | 2           |  |  |              |                 |                 |              |              |  |
|  | PR          | Yosuke Watanuki        | Yosuke Watanuki        | 6           | 6           |  |  | PR           | Yosuke Watanuki | Yosuke Watanuki | 6            | 6            |  |
|  | WC          | Rudy Quan              | Rudy Quan              | 6           | 7           |  |  | WC           | Rudy Quan       | Rudy Quan       | 3            | 2            |  |
|  | 21          | Federico Agustín Gómez | Federico Agustín Gómez | 4           | 5           |  |  |              |                 |                 |              |              |  |

### Sezione 2
|  | Primo turno | Primo turno     | Primo turno     | Primo turno | Primo turno |  |  | Ultimo turno | Ultimo turno    | Ultimo turno    | Ultimo turno | Ultimo turno |  |
|  |             |                 |                 |             |             |  |  |              |                 |                 |              |              |  |
|  | 2           | Daniel Altmaier | Daniel Altmaier | 5           | 4           |  |  |              |                 |                 |              |              |  |
|  |             | Cristian Garín  | Cristian Garín  | 7           | 6           |  |  |              | Cristian Garín  | Cristian Garín  | 60           | 2            |  |
|  | WC          | Trevor Svajda   | Trevor Svajda   | 3           | 1           |  |  | 16           | Kamil Majchrzak | Kamil Majchrzak | 7            | 6            |  |
|  | 16          | Kamil Majchrzak | Kamil Majchrzak | 6           | 6           |  |  |              |                 |                 |              |              |  |

### Sezione 3
|  | Primo turno | Primo turno             | Primo turno      | Primo turno | Primo turno |  |  | Ultimo turno | Ultimo turno            | Ultimo turno            | Ultimo turno | Ultimo turno |  |
|  |             |                         |                  |             |             |  |  |              |                         |                         |              |              |  |
|  | 3           | Botic van de Zandschulp | 5                | 6           | 6           |  |  |              |                         |                         |              |              |  |
|  |             | Lukáš Klein             | 7                | 3           | 3           |  |  | 3            | Botic van de Zandschulp | Botic van de Zandschulp | 5            | 0            |  |
|  |             | Matteo Gigante          | Matteo Gigante   | 6           | 6           |  |  |              | Matteo Gigante          | Matteo Gigante          | 7            | 6            |  |
|  | 22          | Mitchell Krueger        | Mitchell Krueger | 4           | 2           |  |  |              |                         |                         |              |              |  |

### Sezione 4
|  | Primo turno | Primo turno        | Primo turno    | Primo turno | Primo turno |  |  | Ultimo turno | Ultimo turno   | Ultimo turno   | Ultimo turno | Ultimo turno |  |
|  |             |                    |                |             |             |  |  |              |                |                |              |              |  |
|  | 4           | Gabriel Diallo     | Gabriel Diallo | 6           | 7           |  |  |              |                |                |              |              |  |
|  |             | Hady Habib         | Hady Habib     | 3           | 65          |  |  | 4            | Gabriel Diallo | Gabriel Diallo | 65           | 2            |  |
|  |             | Ethan Quinn        | 6              | 6           | 6           |  |  |              | Ethan Quinn    | Ethan Quinn    | 7            | 6            |  |
|  | 20          | Tristan Schoolkate | 4              | 7           | 3           |  |  |              |                |                |              |              |  |

### Sezione 5
|  | Primo turno | Primo turno   | Primo turno   | Primo turno | Primo turno |  |  | Ultimo turno | Ultimo turno  | Ultimo turno  | Ultimo turno | Ultimo turno |  |
|  |             |               |               |             |             |  |  |              |               |               |              |              |  |
|  | 5           | Damir Džumhur | Damir Džumhur | 6           | 6           |  |  |              |               |               |              |              |  |
|  |             | Brandon Holt  | Brandon Holt  | 4           | 2           |  |  | 5            | Damir Džumhur | Damir Džumhur | 6            | 6            |  |
|  |             | Radu Albot    | 3             | 6           | 6           |  |  |              | Radu Albot    | Radu Albot    | 4            | 3            |  |
|  | 17          | Taro Daniel   | 6             | 2           | 4           |  |  |              |               |               |              |              |  |

### Sezione 6
|  | Primo turno | Primo turno     | Primo turno     | Primo turno | Primo turno |  |  | Ultimo turno | Ultimo turno    | Ultimo turno    | Ultimo turno | Ultimo turno |  |
|  |             |                 |                 |             |             |  |  |              |                 |                 |              |              |  |
|  | 6           | Hugo Gaston     | Hugo Gaston     | 6           | 6           |  |  |              |                 |                 |              |              |  |
|  |             | James Trotter   | James Trotter   | 2           | 4           |  |  | 6            | Hugo Gaston     | Hugo Gaston     | 6            | 6            |  |
|  | WC          | Eliot Spizzirri | Eliot Spizzirri | 6           | 6           |  |  | WC           | Eliot Spizzirri | Eliot Spizzirri | 0            | 1            |  |
|  | 24          | Lloyd Harris    | Lloyd Harris    | 4           | 3           |  |  |              |                 |                 |              |              |  |

### Sezione 7
|  | Primo turno | Primo turno   | Primo turno   | Primo turno | Primo turno |  |  | Ultimo turno | Ultimo turno | Ultimo turno | Ultimo turno | Ultimo turno |  |
|  |             |               |               |             |             |  |  |              |              |              |              |              |  |
|  | 7           | Fabio Fognini | Fabio Fognini | 3           | 4           |  |  |              |              |              |              |              |  |
|  | WC          | Colton Smith  | Colton Smith  | 6           | 6           |  |  | WC           | Colton Smith | Colton Smith | 6            | 7            |  |
|  |             | Coleman Wong  | 65            | 7           | 1           |  |  | 13           | Pavel Kotov  | Pavel Kotov  | 3            | 68           |  |
|  | 13          | Pavel Kotov   | 7             | 5           | 6           |  |  |              |              |              |              |              |  |

### Sezione 8
|  | Primo turno | Primo turno      | Primo turno      | Primo turno | Primo turno |  |  | Ultimo turno | Ultimo turno    | Ultimo turno    | Ultimo turno | Ultimo turno |  |
|  |             |                  |                  |             |             |  |  |              |                 |                 |              |              |  |
|  | 8           | James Duckworth  | James Duckworth  | 7           | 7           |  |  |              |                 |                 |              |              |  |
|  |             | Térence Atmane   | Térence Atmane   | 65          | 64          |  |  | 8            | James Duckworth | James Duckworth | 4            | 2            |  |
|  |             | Li Tu            | Li Tu            | 6           | 6           |  |  |              | Li Tu           | Li Tu           | 6            | 6            |  |
|  | 19          | Adrian Mannarino | Adrian Mannarino | 3           | 4           |  |  |              |                 |                 |              |              |  |

### Sezione 9
|  | Primo turno | Primo turno        | Primo turno        | Primo turno | Primo turno |  |  | Ultimo turno | Ultimo turno | Ultimo turno | Ultimo turno | Ultimo turno |  |
|  |             |                    |                    |             |             |  |  |              |              |              |              |              |  |
|  | 9           | Adam Walton        | Adam Walton        | 7           | 6           |  |  |              |              |              |              |              |  |
|  |             | Constant Lestienne | Constant Lestienne | 5           | 4           |  |  | 9            | Adam Walton  | 6            | 2            | 6            |  |
|  | PR          | Michael Mmoh       | Michael Mmoh       | 6           | 6           |  |  | PR           | Michael Mmoh | 4            | 6            | 1            |  |
|  | 14          | Billy Harris       | Billy Harris       | 3           | 2           |  |  |              |              |              |              |              |  |

### Sezione 10
|  | Primo turno | Primo turno      | Primo turno     | Primo turno | Primo turno |  |  | Ultimo turno | Ultimo turno     | Ultimo turno     | Ultimo turno | Ultimo turno |  |
|  |             |                  |                 |             |             |  |  |              |                  |                  |              |              |  |
|  | 10          | Tseng Chun-hsin  | Tseng Chun-hsin | 2           | 1           |  |  |              |                  |                  |              |              |  |
|  | PR          | Giulio Zeppieri  | Giulio Zeppieri | 6           | 6           |  |  | PR           | Giulio Zeppieri  | Giulio Zeppieri  | 7            | 6            |  |
|  | WC          | Théo Papamalamis | 4               | 7           | 5           |  |  | 23           | Michail Kukuškin | Michail Kukuškin | 6            | 2            |  |
|  | 23          | Michail Kukuškin | 6               | 64          | 7           |  |  |              |                  |                  |              |              |  |

### Sezione 11
|  | Primo turno | Primo turno         | Primo turno | Primo turno | Primo turno |  |  | Ultimo turno | Ultimo turno        | Ultimo turno        | Ultimo turno | Ultimo turno |  |
|  |             |                     |             |             |             |  |  |              |                     |                     |              |              |  |
|  | 11          | Arthur Cazaux       | 4           | 6           | 4           |  |  |              |                     |                     |              |              |  |
|  |             | Alexis Galarneau    | 6           | 4           | 6           |  |  |              | Alexis Galarneau    | Alexis Galarneau    | 63           | 3            |  |
|  |             | Zachary Svajda      | 6           | 3           | 67          |  |  | 15           | Pablo Carreño Busta | Pablo Carreño Busta | 7            | 6            |  |
|  | 15          | Pablo Carreño Busta | 1           | 6           | 7           |  |  |              |                     |                     |              |              |  |

### Sezione 12
|  | Primo turno | Primo turno           | Primo turno           | Primo turno | Primo turno |  |  | Ultimo turno | Ultimo turno          | Ultimo turno | Ultimo turno | Ultimo turno |  |
|  |             |                       |                       |             |             |  |  |              |                       |              |              |              |  |
|  | 12          | Christopher Eubanks   | Christopher Eubanks   | 2           | 4           |  |  |              |                       |              |              |              |  |
|  |             | Nik'oloz Basilashvili | Nik'oloz Basilashvili | 6           | 6           |  |  |              | Nik'oloz Basilashvili | 6            | 3            | 6            |  |
|  |             | Yasutaka Uchiyama     | Yasutaka Uchiyama     | 6           | 6           |  |  |              | Yasutaka Uchiyama     | 4            | 6            | 3            |  |
|  | 18          | Jozef Kovalík         | Jozef Kovalík         | 4           | 4           |  |  |              |                       |              |              |              |  |